# Enigma (película)
Enigma es una película de 2001, coproducida entre Reino Unido, Estados Unidos, Alemania y los Países Bajos, dirigida por Michael Apted y protagonizada por Dougray Scott y Kate Winslet en los papeles principales.

## Argumento
En la Segunda Guerra Mundial (marzo de 1943), en Inglaterra, los criptoanalistas de Bletchley Park, la estación X, sede de los servicios secretos británicos, se enfrentan a su peor pesadilla: inesperadamente, los submarinos nazis (U-Boot) de la Kriegsmarine han estado cambiando el código de encriptación de la máquina Enigma usada para la comunicación entre ellos y el alto mando alemán.
Un convoy aliado de barcos mercantes que está cruzando el Atlántico con 10 000 pasajeros a bordo e importantes suministros está en peligro de ataque. Las autoridades británicas recurren a Tom Jericho (Dougray Scott), un brillante matemático y experto descifrador de códigos de los servicios de inteligencia, quien había conseguido descifrar el anterior código, denominado «Shark», empleado por la flota submarina alemana. Lo que sus colegas no saben es que Tom tiene un enigma personal que resolver. Claire Romilly (Saffron Burrows), la mujer de la que se ha enamorado, desaparece cuando las autoridades empiezan a sospechar que puede haber un espía en Bletchley Park.
Para llegar al fondo de ambos misterios, Jericho solicita la ayuda de Hester Wallace (Kate Winslet), la mejor amiga de Claire.

## Reparto
- Dougray Scott - Tom Jericho
- Kate Winslet - Hester Wallace
- Saffron Burrows - Claire Romilly
- Jeremy Northam - Mr. Wigram
- Nikolaj Coster-Waldau - Jozef 'Puck' Pukowski
- Tom Hollander - Logie
- Donald Sumpter - Leveret
- Matthew Macfadyen - Cave
- Corin Redgrave - Admiral Trowbridge
- Nicholas Rowe - Villiers
- Edward Hardwicke - Heaviside

## Premios
- Premio Empire Award 2002 a la mejor actriz británica (Kate Winslet).
- Premio Evening Standard British Film Award 2002 a la mejor actriz (Kate Winslet).
- Premio Hamptons International Film Festival 2001 a Michael Apted.

## Crítica histórica

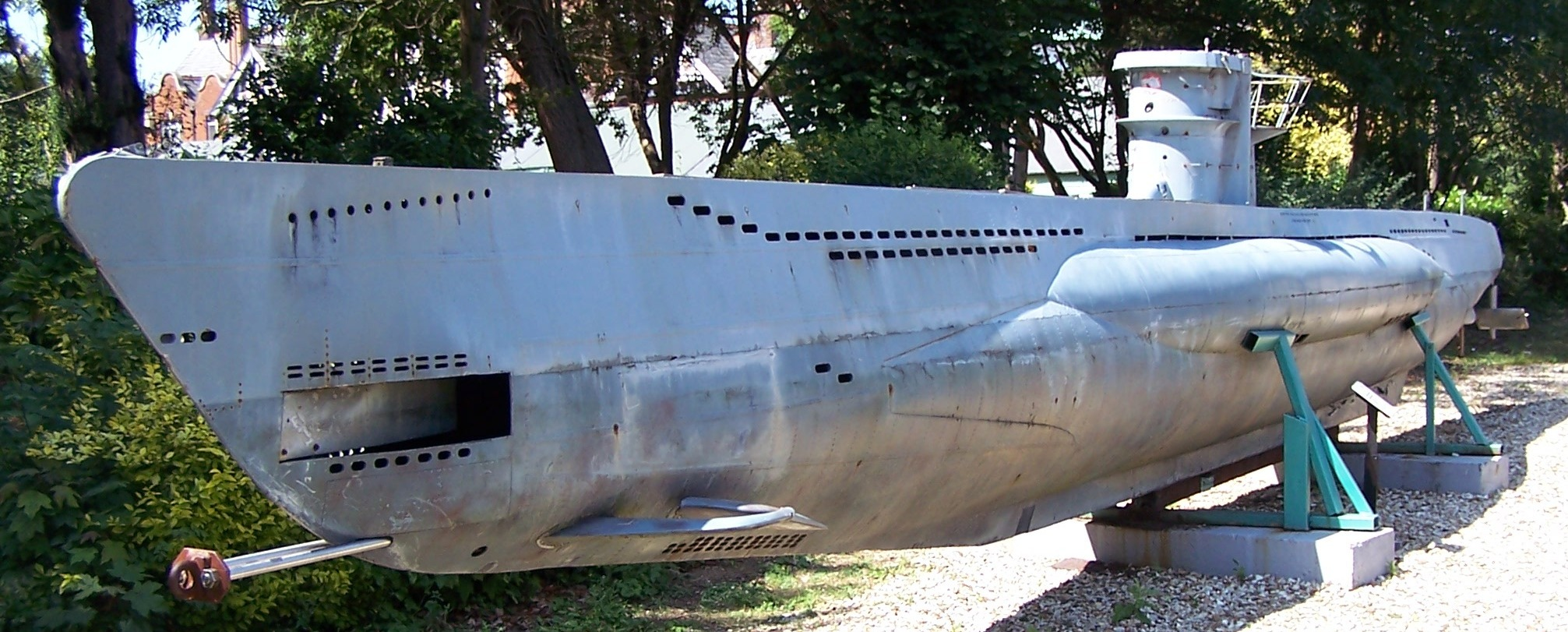
Modelo de un submarino de la Segunda Guerra Mundial usado en la película, donado por el museo Bletchley Park.

La película ha atraído la crítica por el papel polaco en el desciframiento del código Enigma. Los críticos alegan que en la película el traidor ficticio resulta ser polaco, mientras que las contribuciones de criptoanalistas polacos de la preguerra a los esfuerzos aliados por descifrar el código Enigma solamente se mencionan levemente, y que, históricamente, el único traidor conocido activo en Bletchley Park fue el espía británico John Cairncross, que transmitió secretos cruciales a la Unión Soviética.
También se critica del carácter de Jericho, que parece ser una versión esterilizada de Alan Turing, una figura dominante en Bletchley Park, para el desciframiento de los códigos nazis y para el desarrollo de la calculadora numérica. En la década de 1950, Turing fue procesado por ser homosexual, que en esa época se consideraba delito. Dos años después del juicio, en 1954, murió por envenenamiento, aparentemente tras comer una manzana envenenada con cianuro.
Una cierta sensación de que el retrato ficticio de Jericho es otro ejemplo de revisionismo histórico por parte de las productoras estadounidenses y de su retrato, pues mostrarlo como heterosexual es un insulto a la memoria y al sufrimiento del verdadero Turing, el genio descifrador en el cual se basa la novela de Robert Harris, que deja claro que su personaje estaba en Estados Unidos durante la época en que Turing estaba en Estados Unidos.[cita requerida]

## Miscelánea
- Durante parte de la película en Edimburgo, Dougray Scott permaneció solamente quince minutos durante el rodaje, para luego ir al pub próximo a mirar un partido de fútbol de la Scottish Premier League football entre Glasgow's Rangers y su equipo favorito, Hibernian. Mientras, el productor Mick Jagger permanecía en una reunión.[4]
- Cuando en la película Tom Jericho está golpeando ligeramente el escritorio con un lápiz, está explicando a "Claire" el código Morse.
- Cuando Hester Wallace descifra una larga lista de nombres polacos, la cámara la aumenta y enfoca el nombre "Zygalski". Henryk Zygalski era un matemático polaco que ayudó a romper el código Enigma con el diseño de las "hojas perforadas" también conocidas como "hojas Zygalski".
- La mansión de Bletchley en la película no es la mansión verdadera de Bletchley Park, sino una en Chicheley Hall.[5]
- El productor Jagger prestó al departamento de diseño de la película una máquina de codificación Enigma de cuatro rotores que él poseía, para asegurar la exactitud histórica.